# Ivar Enger
Ivar Enger, noto anche con lo pseudonimo di Zephyrous (Kolbotn, 30 giugno 1973), è un musicista norvegese, noto principalmente per il suo ruolo di ex chitarrista ritmico del gruppo black metal norvegese Darkthrone nei primi anni novanta.

## Biografia
Zephyrous suonò nei primi tre album della band, Soulside Journey, A Blaze in the Northern Sky e Under a Funeral Moon, e anche sul demo Goatlord. Poi, improvvisamente lascia il gruppo per cause mai ben chiarite. Gli altri membri della band dichiararono che Zephyrous si era inoltrato nella foresta e non aveva più fatto ritorno. Tuttavia, in un'intervista del 2006 rilasciata al sito web tedesco Voices from the Dark Side, Nocturno Culto ha smentito le presunte e sinistre voci sulla sparizione di Zephyrous dichiarando di essere ancora in contatto con l'ex chitarrista della band e che sarebbe felice se si riunisse a loro in veste di ospite speciale per qualche canzone, prima o poi.
Le informazioni sulla vita di Zephyrous sono molto scarse e lacunose, in quanto i Darkthrone hanno sempre voluto mantenere riserbo e mistero sulle proprie vite private, comprese quelle dei membri passati del gruppo.
In due interviste del 2001 e 2002 rispettivamente, Nocturno Culto disse che Zephyrous lasciò i Darkthrone in parte perché si sentiva "tagliato fuori" dalle dinamiche interne della band, emarginato da lui e Fenriz, che all'epoca erano molto vicini e condividevano le medesime vedute artistiche e politiche, e in parte perché aveva problemi di alcolismo ed ebbe un incidente d'auto mentre guidava ubriaco: «Si risvegliò in ospedale pieno di flebo e di fili». «Se ne andò dai Darkthrone pieno di rancore».

## Discografia
Darkthrone
- Soulside Journey (1991)
- A Blaze in the Northern Sky (1992)
- Under a Funeral Moon (1993)
- Goatlord (1996) - registrato nel 1991